# جغرافيا إسكتلندا في أوائل العصر الحديث

جانب من غابة إتريك التي كانت سابقًا محمية صيد وافتتحت للاستطيان في هذه الفترة

تدرس جغرافيا اسكتلندا في أوائل العصر الحديث جميع الجوانب المتعلقة بالأرض في اسكتلندا بما في ذلك المادية والبشرية منها، من بداية القرن السادس عشر حتى بدايات الثورة الزراعية والصناعية في القرن الثامن عشر. تتميز جغرافية اسكتلندا بنوعين من التضاريس: المرتفعات والجزر في الشمال والغرب، والأراضي الاسكتلندية المنخفضة في الجنوب والشرق. تُقسم المرتفعات عن طريق وادي غلين العظيم والأراضي المنخفضة إلى الأراضي المنخفضة الوسطى الخصبة والأراضي المرتفعة الجنوبية. كانت المواسم الزراعية قصيرة نسبيًا في هذه المرتفعات، وتفاقم ذلك بسبب العصر الجليدي الصغير الذي بلغ ذروته في نهاية القرن السابع عشر.
طُورت شبكة من الطرق في الأراضي المنخفضة في هذه الفترة. وأُنشئت طرق دروفر بحلول نهاية القرن السابع عشر لتصل بين مناطق المرتفعات وشمال شرق إنجلترا، وبنيت سلسلة من الطرق العسكرية وجُددت باستمرار بعد ظهور حركة اليعاقبة في القرن الثامن عشر. كانت معظم الزراعة في اسكتلندا في بداية هذه الفترة تعتمد على أراضي فيرمونت وبايلي، لكن ظهور نظام ملكية الأراضي الكبيرة ساهم في بداية تطور المجمعات الزراعية، وظهرت محاولات عديدة لتحسين الزراعة وإنتاج محاصيل جديدة، وبدأت التقنيات الحديثة تحل محل نظام المراعي القديم.
لا توجد مصادر موثوقة لتتبع عدد سكان اسكتلندا قبل أواخر القرن السابع عشر، ويُعتقد أن عدد سكان اسكتلندا قد زاد خلال هذه الفترة ووصل إلى 1,234,575 نسمة بحلول عام 1691، و1,265,380 نسمة بحلول عام 1751. حدثت إعادة توزيع للسكان نتيجة الحروب والثورة الصناعية التي بدأت في القرن الثامن عشر، وأصبح نحو نصف السكان يعيشون شمال نهر تاي، ويسكن معظمهم في قرى صغيرة ومساكن معزولة. أدى العصر الجليدي الصغير إلى هجر السكان للأراضي الساحلية النائية، وأنشئت مستوطنات جديدة نتيجة دخول السكان لمحميات الصيد مثل غابة إتريك والأراضي المنخفضة. قُسمت بعض المستوطنات إلى العديد من القرى الجديدة بعد الزيادة الكبيرة في عدد السكان. وكان 10% من سكان اسكتلندا على الأقل يعيشون في المستوطنات والقرى التي ظهرت في فترة العصور الوسطى المتأخرة، وخاصة في شرق البلاد وجنوبها. بلغ عدد سكان إدنبرة مع ضواحيها أكثر من 57 ألف بحلول عام 1750.
كانت اللغة الغيلية الاسكتلندية في حالة تدهور منذ ثلاثة قرون بحلول أوائل العصر الحديث وبدت كأنها أصبحت لغة ثانوية محصورة في المرتفعات والجزر. استبدلت اللغة الغيلية الاسكتلندية تدريجيًا باللغة الاسكتلندية الوسطى. بدأ الاسكتلنديون يتأثرون باللغة الإنجليزية القياسية وأصبحت تستخدم من قبل النخب بشكلٍ خاص. بعد اتحاد اسكتلندا وإنجلترا في عام 1707 تضاءل استخدام اللغات الغيلية والاسكتلندية في التعليم والإدارة بشكلٍ كبير لصالح اللغة الإنجليزية.
نُظم شكل المملكة وحدودها الحديثة مع بداية القرن السادس عشر، باستثناء بعض الأراضي المختلف عليها والتي استولت عليها فرنسا في عام 1552. أدى اعتلاء جيمس السادس للعرش الإنجليزي إلى حدود أقل وضوحًا بين البلدين خصوصًا من الناحية العسكرية، ودمج البلدان في مملكة بريطانيا العظمى، لكنَّ الحدود القضائية والإدارية ظلت موجودة حتى إقرار قانون الاتحاد في عام 1707. برزت مدينة إدنبرة كعاصمة لاسكتلندا في القرن الخامس عشر، واستمرت مركزًا إداريًا رئيسيًا طوال القرون التالية. ازدادت أهمية المقاطعات اعتبارًا من القرن السابع عشر وتوسعت الصلاحيات الممنوحة لها من مجرد وظائف قضائية إلى إدارة محلية كاملة. أصبحت الأبرشيات أيضًا وحدات مهمة في نظم الحكم المحلي، وانتشر نظام الإدارة هذا بشكلٍ واسع بحلول منتصف القرن السابع عشر في الأراضي المنخفضة، لكنه كان محدودًا في المرتفعات. كان هناك وعي أكبر بجغرافية وحدود اسكتلندا السياسية في هذه الفترة وظهر مفهوم دولة اسكتلندا على نطاق واسع لأول مرة.

## الديموغرافيا
لا توجد مصادر موثوقة لتحديد عدد سكان اسكتلندا قبل أواخر القرن السابع عشر. تشير التقديرات المستندة إلى السجلات الإنجليزية إلى أنه بحلول نهاية العصور الوسطى سبب الطاعون (الموت الأسود) وما تلاه من أوبئة انخفاض عدد سكان اسكتلندا إلى أقل من نصف مليون نسمة. يشير تضخم الأسعار الذي يعكس بشكل عام الطلب المتزايد على الغذاء حدوث زيادة سكانية في النصف الأول من القرن السادس عشر. استقرت الأسعار بعد مجاعة عام 1595، واستمر ذلك طوال فترة أوائل القرن السابع عشر. تشير الحسابات المستندة إلى العوائد ضريبة لعام 1691 إلى أن عدد سكان اسكتلندا بلغ وقتها 1,234,575 نسمة، وقد يكون هذا العدد قد تراجع بشكل كبير بسبب المجاعات التي حدثت في تسعينيات القرن السابع عشر. تعود أول معلومات موثوقة عن سكان اسكتلندا إلى التعداد الذي أجراه القس ألكسندر ويبستر في عام 1755، والذي حدَّد عدد سكان اسكتلندا بنحو 1,265,380 نسمة.
حدثت إعادة توزيع لسكان اسكتلندا بسبب الحروب من جهة والثورة الصناعية التي بدأت في القرن الثامن عشر من جهة أخرى. انتشر السكان بالتساوي في جميع أراضي المملكة تقريبًا، وعاش أكثر من نصف السكان شمال نهر تاي. كان معظم سكان اسكتلندا في العصر الحديث يعيشون في قرى صغيرة ومساكن معزولة. كانت إحدى نتائج العصر الجليدي الصغير هي ترك الناس للأراضي النائية بسبب انعدام مقومات الزراعة في بعض المناطق لا سيما في المرتفعات، رغم ذلك فقد أنشئت مستوطنات جديدة، وسكن الناس في محميات الصيد مثل غابة إيتريك والأراضي المنخفضة.
قُسمت العديد من هذه المستوطنات لقرى جديدة بعد الزيادة الكبيرة في عدد السكان، وعاد الاسكتلنديون ليسكنوا الأراضي الساحلية مرة أخرى، وأصبحت الأكواخ التي كانت تستخدم كمراعٍ صيفية مستوطنات دائمة. عاش أكثر من 10% من سكان اسكتلندا في المستوطنات التي بنيت في فترة العصور الوسطى المتأخرة، خاصة في شرق البلاد وجنوبها، وبلغ عدد سكانها وسطيًا قرابة ألفي نسمة، أما أدنبرة أكبر هذه المدن فقد زاد عدد سكانها عن 10 آلاف في بداية العصر الحديث. زاد عدد سكان العاصمة خلال القرن السابع عشر بسرعة، وظهرت الضواحي قرب العاصمة مثل كاغيت وبريستو ويستبورت، وبحلول عام 1750 كان عدد سكان العاصمة مع ضواحيها أكثر من 57 ألف نسمة. كانت البلدات الأخرى التي تجاوز عدد سكانها 10 آلاف نسمة هي غلاسكو (32 ألف نسمة) وأبردين (16 ألف نسمة) ودندي (12 ألف نسمة).

## اللغة
عانت اللغة الغيلية الاسكتلندية من الانحدار لمدة ثلاثة قرون، وأصبحت بحلول أوائل العصر الحديث لغة من الدرجة الثانية، وانحصر استخدامها في المرتفعات والجزر. استبدلت اللغة الغيلية تدريجيًا باللغة الاسكتلندية الوسطى والتي أصبحت لغة النبلاء والأغلبية السكانية. اشتقت اللغة الاسكتلندية الوسطى من اللغة الإنجليزية القديمة مع بعض التأثيرات الغيلية والفرنسية، وكانت قريبة جدًا من اللغة المحكية في شمال إنجلترا، ولكن بحلول القرن السادس عشر ظهرت قواعد نحوية وأدبية خاصة بها ومستقلة إلى حد كبير عن اللغة الإنجليزية. تأثرت اللغة الاسكتلندية المكتوبة بشكل متزايد بتطور اللغة الإنجليزية القياسية في جنوب إنجلترا بسبب التفاعلات الملكية والسياسية بين اسكتلندا وإنجلترا، ومع تزايد تأثير الكتب المطبوعة في إنجلترا وتوفرها على نطاق واسع، أصبحت معظم الكتابة في اسكتلندا بالطريقة الإنجليزية. ازدرى الملك جيمس السادس الثقافة الغيلية بخلاف سابقيه من الملوك، وفضَّل بعد اعتلائه العرش الإنجليزي استخدام لغة جنوب إنجلترا.